# 中華學術文教基金會
「中華學術文教基金會」成立于1991年12月20日，是教育部主管，經法院登記註冊的財團法人基金會。其宗旨為以弘扬中華文化，重整社會倫理，鞏固民主法治，促進學術交流。其理念是促進中華文化之發展，增進公益性文教措施，為社會公平正義發聲。現任董事長高崇雲博士。